# 182590 Vladisvujnovic
182590 Vladisvujnovic este o planetă minoră (asteroid) din centura de asteroizi. A fost descoperită pe 14 octombrie 2001 la Observatorul Apache Point de Sloan Digital Sky Survey și a fost numită după Vladis Vujnović⁠(d). 
Obiectul prezintă o orbită caracterizată de o semiaxă mare de 2,738923468066 UAi, o excentricitate de 0,081676363841168, o înclinație de 1,0182553669363 ° în raport cu ecliptica.